# رودلف كاوفمان
رودلف كاوفمان (بالألمانية: Rudolf Kaufmann)‏ هو إحاثي ألماني، ولد في 3 أبريل 1909 في كونيغسبرغ في الإمبراطورية الروسية، وتوفي في 1941.